# Sun Axelsson
Mignon Walheide Axelsson Piper, més coneguda com a Sun Axelsson (Göteborg, 19 d'agost de 1935 - Estocolm, 15 de gener de 2011), va ser una poetessa, novel·lista, traductora i periodista sueca.

## Biografia
Va ser la filla petita del mestre de jardineria de la ciutat de Göteborg, Karl Edvin, i de Mignon Axelsson. Va realitzar els seus estudis inicials a la seva ciutat natal i posteriorment es va graduar de professora i periodista a la Universitat d'Estocolm. Com a cronista va treballar en les revistes literàries BLM i Ord & Bild, i també en els diaris Expressen, Aftonbladet i Stockholms-Tidningen.
L'any 1959 va debutar com a escriptora amb el poemari Mållös. Una part important de la seva joventut va estar matisada per reiterats viatges que va realitzar, tant a Llatinoamèrica com a Grècia. El 1960 va viure un any complet a Xile en virtut d'una relació breu i tempestuosa que va tenir amb el poeta Nicanor Parra, a qui va conèixer el 1959 a Estocolm, a casa de l'escriptor Artur Lundkvist. Durant aquest període va treballar a la Universitat de Xile i es va relacionar amb escriptors com ara Pablo Neruda, Jorge Teillier, Enrique Lihn, Jorge Edwards i amb Violeta Parra.
Les seves impressions sobre aquesta època estan incorporades en els llibres, El bressol del foc (Eldens vagga, publicada en castellà, per edicions RIL), Pedres a la boca (Stenar i munnen, publicat sota el pseudònim Jan Olov Hedlund), i Els llops de la mel (Honungs vargar, també publicada en castellà).
Sun Axelsson va traduir al suec a una quantitat notable d'escriptors de llengua castellana, francesa, anglesa i grega, entre els quals s'hi inclouen Pablo Neruda, Federico García Lorca, Jorge Luis Borges, Harold Pinter, Yannis Ritsos, Octavio Paz, Jorge Teillier, Teresa Calderón, Tomás Harris, Sergio Badilla Castillo, Juan Cameron, Sergio Infante i Carlos Geywitz.
La trilogia autoficticia que va començar amb El somni de viure (Drömmen om ett liv, 1978) i va acabar amb L'estació de la nit (Nattens arstid, 1989), la va fer mereixedora d'un extens nombre de premis, tant de l'Acadèmia Sueca com també d'altres organismes culturals com, per exemple, el premi Heymanska que atorga. cada sis anys, la Universitat de Goteborg. La segona novel·la de la trilogia, titulada Llops de mel (Honungsvargar, 1984) va ser portada al cinema.
El 1998 va rebre la condecoració Gabriela Mistral de part del govern de Xile, per la seva labor de difusió prestada a la cultura xilena.

## Obra
- Mållös (Sense meta. 1959) poemari
- Eldens vagga. El bressol del foc un llibre sobre Xile. 1962) relat
- Väktare (El guardià. 1963), novel·la
- Opera Komick (L'òpera còmica, 1965) novel·la
- Stenar i munnen (Pedres a la boca.1969)
- In i världen (Al món.1974), poemes
- Terrorn i Xile (Terror a Xile. 1974) crònica
- Drömmen om ett liv (Somni d'una vida. 1978), novel·la
- Allt levande (Tot el viu. 1981) poemari
- Honungsvargar (Els llops de la mel. 1984) novel·la
- Sagan om en saga (Saga d'una saga. 1987) conte infantil
- Lek för en ensam hund (Joc per a un gos solitari.1998) conte infantil
- Nattens årstid (L'estació de la nit. 1989) novel·la
- Jag har en själ i Paris (Tinc una ànima a París. 1990) novel·la
- Vindarnas barn (El nen dels vents. 1991) novel·la
- Ljusets hotell (Hotel de la claredat. 1991) poemari
- Malves hemlighet (El secret de Malva.1991) conte infantil
- Den första kärleken (El primer amor. 1991) narracions
- Tystnad och eko (Silenci i ressò. 1994) novel·la
- Svalornas tid (El temps de les orenetes. 1996) narracions
- Sand (Sorra. 1997) poemari
- Eget liv (Vida Pròpia. 2000) novel·la
- Drömmen om ett liv (Somni de viure) novel·la
- Honungsvargar (Llops de la mel) novel·la
- Nattens årstid (L'estació de la nit) novel·la
- Evighetens stränder (Les ribes de l'eternitat. 2001) novel·la.

### Traduccions
- Den mjuka orkanen (L'huracà dòcil.1961) poemes de Pablo Neruda
- Biblioteket i Babel (La biblioteca de Babel. 1963) narracions de Jorge Luis Borges
- Denna stjärna för oss alla (Aquest estel per a tots. 1979) poemes de Jannis Ritsos, Anangnostakis i Levaditis
- Bevingade Lejon (Lleó alat. 1991) antologia de la poesia xilena.